# Witold Rybczynski
Witold Rybczynski (nascido em 1 de março de 1943) é um arquiteto, professor e escritor canadense-americano. Atualmente, é professor emérito de urbanismo da Martin e Margy Meyerson na Universidade da Pensilvânia.

## Vida pregressa
Rybczynski nasceu em Edimburgo, de ascendência polonesa, e foi criado em Surrey, Inglaterra, antes de se mudar muito jovem para o Canadá. Ele estudou na Loyola High School em Montreal. Ele recebeu bacharelado em arquitetura (1966) e mestrado em arquitetura (1972) pela Universidade McGill em Montreal.

## Carreira
Rybczynski escreveu cerca de trezentos artigos sobre assuntos de habitação, arquitetura e tecnologia, muitos dos quais voltados para leitores não técnicos. Seu trabalho foi publicado em uma ampla variedade de revistas, incluindo The Wilson Quarterly, The Atlantic Monthly e The New Yorker. De 2004 a 2010, ele foi crítico de arquitetura da Slate.
Ele ensinou na Universidade McGill (1974–1993) e na Universidade da Pensilvânia (1993–2012) e serviu na Comissão de Belas Artes dos EUA de 2004 a 2012. Ele agora vive na Filadélfia e é professor emérito de arquitetura da Universidade da Pensilvânia.

## Prêmios e honras
O livro de Rybczynski, Home: A Short History of an Idea, foi indicado ao Prêmio Governador Geral de 1986 por não ficção, e A Clearing in the Distance: Frederick Law Olmsted and North America in the Nineteenth Century ganharam o J. Anthony Lukas Book Prize e foi pré-selecionado para o Prêmio Charles Taylor em 2000.
Em 2007, Rybczynski recebeu o prêmio Seaside e o Prêmio Vincent Scully, concedido pelo National Building Museum. Rybczynski é membro sênior do Design Futures Council. Em 2014, ele recebeu um Prêmio Nacional de Design por Design Mind do Museu de Design Cooper Hewitt Smithsonian.
Rybczynski é membro honorário do Instituto Americano de Arquitetos e membro honorário da Sociedade Americana de Arquitetos Paisagistas. Ele recebeu as honras colaborativas da AIA e o prêmio do presidente da AIA da Pensilvânia. Ele possui doutorado honorário na McGill University e na University of Western Ontario.

## Obras
- Paper Heroes: Appropriate Technology: Panacea or Pipe Dream? (1980)
- Taming the Tiger: The Struggle to Control Technology (1983)
- Home: A Short History of an Idea (1986)
- The Most Beautiful House in the World (1989)
- Waiting for the Weekend (1991)
- McGill: A Celebration (1991)
- Olhando em Volta: Uma Viagem Pela Arquitetura (1992)
- A Place for Art/Un lieu pour l'art: The Architecture of the National Gallery of Canada (1993)
- City Life: Urban expectations in a new world (1995)
- A Clearing in the Distance: Frederick Law Olmsted and North America in the Nineteenth Century (1999)
- One Good Turn: A Natural History of the Screwdriver and the Screw (2000)
- The Look of Architecture (2001)
- The Perfect House: A Journey with Renaissance Master Andrea Palladio (2002)
- Vizcaya: An American Villa and Its Makers (2006), co-escrita com Laurie Olin
- Last Harvest: How A Cornfield Became New Daleville: Real Estate Development in America (2007)
- My Two Polish Grandfathers: And Other Essays on the Imaginative Life (2009)
- Makeshift Metropolis: Ideas About Cities (2010)
- The Biography of a Building: How Robert Sainsbury and Norman Foster Built a Great Museum (2011)
- How Architecture Works: A Humanist's Toolkit (2013)
- Mysteries of the Mall: And Other Essays (2015)
- Now I Sit Me Down: From Klismos to Plastic Chair: A Natural History (2016) ISBN 978-0374223212[7]
- Charleston Fancy: Little Houses and Big Dreams in the Holy City (2019)